# Energy Future Holdings Corporation
L'Energy Future Holdings Corporation è una società statunitense del settore energetico con sede a Dallas (Texas). Essa fu fondata nel 1882 e il suo nome inizialmente era TXU. Prese il nome attuale quando nel 1998 fu acquisita dal gruppo di società composto da KKR, TPG Capital e Goldman Sachs tramite leveraged buyout.